# Donald Hoobler
Donald B. Hoobler (Manchester, 1922. június 28. – Foy, 1945. január 3.) amerikai katona, tizedes.
1940 és 1941 között az Ohiói Nemzeti Gárdánál szolgált, majd később a 101. légi szállítású hadosztály 506. ejtőernyős gyalogezred 2. zászlóalj E (Easy) századánál szolgált második világháború idején.
Hooblert Peter McCabe alakította az HBO Band of Brothers minisorozatában.

## Élete a háború előtt
Hoobler 1922-ben született Ralph B. Hoobler és Kathryn (Carrigan) Hoobler gyermekeként Manchesterben, Ohio államban.
Két testvére volt, Mary Kathryn Lane és John R. Hoobler.
1940-ben érettségizett a Manchester High Schoolban, majd 1940. október 15-én csatlakozott az Ohiói Nemzeti Gárdához, a kiképzése a Missisippi államban található Shelby kiképzőtáborban volt, de 1941 novemberében az apja halála miatt hazaküldték.
Ezután 1942. július 22-én vonult be az Egyesült Államok hadseregébe a kentuckyi Fort Thomasban. Hoobler gyerekkori barátaival, Robert Raderrel és William Hovell-lel az Easy század tagjai lettek.

## A háborúban
A második világháború alatt 101. légi szállítású hadosztály 506. ejtőernyős gyalogezred 2. zászlóalj E (Easy) századánál szolgált. Harci ugrást hajtott végre a D-napon és az Market Garden hadműveletben is.
Hoobler az 1944. decemberi ardenneki csatában is harcolt. Szenteste Hoobler és Rader önként jelentkeztek őrszolgálatra.
Hoobler nem a németek elleni harc következtében halt meg. 1945. január 3-án Bastogne-ban, a Hoobler akkor vesztette életét, amikor egy halott némettől elvett pisztoly megakadt egy szögesdróton, amitől az elsült. A golyó bejutott a combjába, pont artériát ért és elvérzett.
A vele egy szakaszban lévő társa, David Kenyon Webster szerint, Hoobler lelkes volt, élvezte a háborút.

## Az elit alakulat
A minisorozatban volt egy olyan jelenet, ahol Hoobler lelőtt egy német katonát, akinek elvette a fegyverét, ami egy Luger volt, majd véletlenül lelőtte magát ezzel a fegyverrel. Azonban ez nem igaz.
Hoobler nem szerzett Lugert. A fegyver, amellyel lelőtte magát, egy Browning 45-ös kaliberű pisztoly vagy egy belga gyártmányú 32-es automata pisztoly lehetett.

## Forrás
- Donald Hoobler élete. (Hozzáférés: 2023. május 1.)
- Hoobler's life. (Hozzáférés: 2023. május 1.)